# Jessica Jung
Jessica Sooyeon Jung (San Francisco, California; 18 de abril de 1989) más conocida como Jessica Jung o simplemente Jessica, es una cantante, compositora, actriz y empresaria surcoreana-estadounidense. Es ampliamente reconocida por haber sido parte del grupo de chicas Girls' Generation. Además de participar en las actividades del grupo, Jessica comenzó su trayectoria como actriz en el musical Legally Blonde, desempeñando el papel de Elle Woods en la adaptación coreana.
En 2014, lanzó su propia línea de moda Blanc & Eclare. Durante ese mismo año, fue despedida de Girls' Generation a causa de confrontaciones entre las obligaciones del grupo y sus compromisos personales. Después de ser despedida, Jessica finalizó su vínculo con SM Entertainment y se unió a Coridel Entertainment en 2016. Debutó como solista con el miniálbum With Love, J, que se lanzó en mayo de 2016. Para festejar los diez años de trayectoria desde que se debutó con Girls' Generation, lanzó My Decade en abril de 2017. Fue incluida en la lista 30 Under 30 de Forbes.
El 30 de septiembre de 2020, en su sexta celebración tras la salida de su grupo, hizo su debut como escritora al lanzar su primer libro, Brilla, una novela de nueve chicas que enfrentan su existencia como ídolos de K-pop.

## Biografía y carrera

### 1989-2014: Primeros años e inicios en su carrera musical
Jessica nació en San Francisco, California el 18 de abril de 1989. Mientras estaba de vacaciones en Corea del Sur, ella y su hermana Krystal, fueron vistas en un centro comercial por un empleado de SM Entertainment. Más tarde, se unió a la compañía en 2000. Entrenó durante siete años antes de debutar como integrante de Girls' Generation. Asistió a Korea Kent Foreign School durante su adolescencia.

Fue la primera miembro de Girls' Generation en firmar un contrato con SM Entertainment en 2000. En 2007, fue elegida para formar parte del grupo que debutó el 5 de agosto de 2007. Además de sus actividades grupales, Jessica lanzó dos sencillos con Seohyun y Tiffany: «Love Hate» (오빠 나빠) y «Mabinogi (It's Fantastic!)».

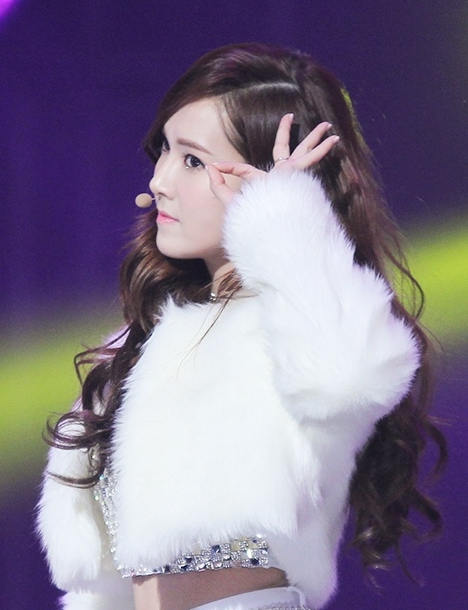
Jessica durante una actuación en MBC Gayo Daejejeon en diciembre de 2013.

 Jessica colaboró con 8Eight en la canción «I Love You» de su segundo álbum, Infinity, que fue lanzado el 3 de marzo de 2008. Aunque ella fue la que cantó la armonía y los adlibs, no se la ve en el videoclip.  Además, tuvo varios duetos, uno con el miembro de SHINee, Onew, llamado «One Year Later», y otro con Park Myung-soo, «Naengmyeon» (냉면). También cantó la canción  «S.E.O.U.L» (서울) con varios miembros de Super Junior y algunas de sus compañeras de grupo. Jessica debutó como actriz musical en la versión coreana de Legally Blonde, junto a Lee Ha-nee y Kim Ji-woo. El musical se llevó a cabo el 14 de noviembre de 2009. En el mismo año, participó en el programa Infinite Challenge para su especial de verano, en el que fue elegida para interpretar «Naengmyeon» con Park Myung-soo, uno de los presentadores.
En marzo de 2010, apareció brevemente en el drama Oh! My Lady de la cadena SBS. En mayo, se convirtió en invitada habitual de Happy Birthday hasta que abandonó el programa un mes después, debido a las actividades de Girls' Generation en el extranjero. También fue invitada en el programa Star King con su compañera Yuri. Jessica lanzó un sencillo digital titulado «Sweet Delight» el 13 de octubre de 2010. En 2011, Jessica participó en la banda sonora del drama Romance Town de KBS, «Because Tears Are Overflowing» (눈물 이 넘쳐서). Jessica hizo su debut como actriz en el drama Wild Romance en 2012. En el mismo año, regresó al teatro musical una vez más con Legally Blonde, junto a Jung Eun-ji y Jung Woo-ri. La obra se realizó el 16 de noviembre. En el mismo año, Jessica cantó en varias bandas sonoras como «What To Do» (어쩜) con Kim Jin-pyo para Wild Romance, «Butterfly» con Krystal para To the Beautiful You, «Heart Road» (마음길) para Dream of the Emperor, así como «My Lifestyle» con Dok2 como invitado para un proyecto entre SM y Hyundai.
En 2014, Jessica lanzó «Say Yes» como banda sonora de Make Your Move con Krystal, y el exintegrante de EXO, Kris. En agosto, Jung lanzó su propia línea de moda, Blanc, que luego pasó a llamarse Blanc & Eclare. En la actualidad hay sesenta tiendas ubicadas en todo el mundo. Jessica y su hermana protagonizaron su propio programa de telerrealidad titulado Jessica & Krystal, que se estrenó el 3 de junio. El 30 de septiembre, Jessica anunció en su cuenta personal de Weibo que había sido «expulsada» del grupo. SM Entertainment luego confirmó esto, declarando que Jung ya no sería miembro de Girls' Generation. La compañía también declaró que el grupo continuaría promocionando con ocho miembros mientras aún administraba la carrera de Jessica en solitario. Jessica también emitió una declaración propia a través de su compañía de moda, Blanc Group, explicando que la agencia y las otras integrantes del grupo le habían pedido que dejara Girls' Generation.

### 2015-2016: Carrera actoral y debut como solista
En 2015, se confirmó que Jessica protagonizaría la película de comedia romántica china titulada I Love That Crazy Little Thing, junto a William Chan y Nicholas Tse. La película fue estrenada en agosto de 2016, y Jessica colaboró con Chan en la canción «Love! Love! Aloha!». 

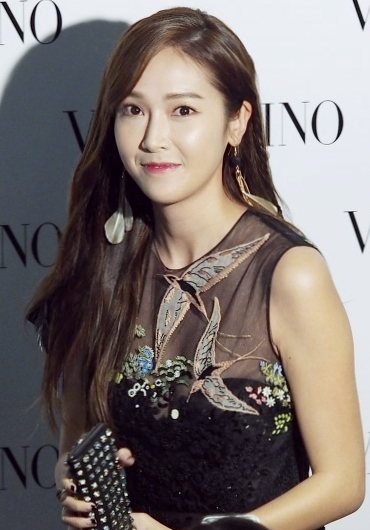
Jessica en un evento de Marina Bay Sands Valentino en enero de 2016.

 El 6 de agosto de 2015, SM Entertainment emitió una declaración oficial que indica que la compañía y Jessica se habían separado oficialmente. Al año siguiente, se anunció que Jung sería la protagonista femenina en la película autobiográfica sobre Stephon Marbury titulada My Other Home, junto al propio Marbury. También participó en la comedia de acción corta Two Bellmen Three, junto a Ki Hong Lee. Participó en el programa de variedades de deportes chinos YES! Coach, donde participó en una competencia de natación después de haber sido entrenada por la nadadora profesional Sun Yang. Jessica luego se convirtió en la presentadora principal del programa de belleza Beauty Bible, junto a Kim Jae-kyung.
En febrero de 2016, se anunció que había firmado un contrato con su nueva agencia Coridel Entertainment. En abril de 2016, los representantes anunciaron que Jung lanzaría su primer álbum en mayo. El 30 de abril, Coridel lanzó la lista de canciones que incluía el sencillo principal «Fly» con Fabolous. Jung escribió y compuso cuatro de las seis canciones. Se reveló que el nombre del miniálbum sería With Love, J, y fue lanzado el 17 de mayo de 2016, junto con «Fly». El videoclip de «Fly» acumuló más de 4 millones de visitas dentro de las 48 horas posteriores a su lanzamiento. Un vídeo para el segundo sencillo, «Love Me the Same», fue lanzado al día siguiente. With Love, J encabezó ocho listas musicales, y también ocupó el primer lugar en las listas semanales de Hanteo Chart y Gaon Album Chart. La versión en inglés del EP, lanzada el 27 de mayo, incluye cinco de las seis canciones originales. El mismo año, Jung realizó una gira de fan meetings que comenzó en Seúl el 1 de junio, continuando en otros países como Tailandia, Taiwán y Japón. La gira terminó el 5 de noviembre en Shanghái. Otras actuaciones programadas para llevarse a cabo en Singapur, Indonesia, Filipinas y Vietnam fueron cancelados debido a problemas de salud y preocupaciones de exceso de trabajo de Jessica antes del lanzamiento de su próximo álbum. En diciembre, Jung regresó con un EP navideño llamado Wonderland, compuesto por seis canciones, cuatro de las cuales participó en la escritura. El álbum, y el sencillo del mismo nombre, fueron lanzados el 10 de diciembre. También tiene una versión en inglés, con cuatro de las seis canciones originales en coreano.

### 2017-presente:My Decadey novela debut
El 14 de abril de 2017, Coridel Entertainment lanzó una serie de imágenes teaser confirmando que Jessica estaba lista para hacer su primer regreso del año con un sencillo digital titulado «Because It's Spring», el 18 de abril de 2017. 

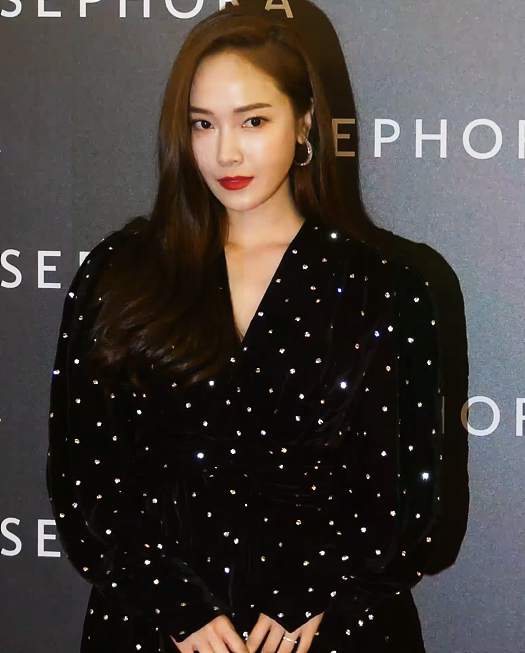
Jessica en Sephora Store Opening Event en octubre de 2019.

 En el mismo mes, Forbes incluyó a Jessica en su lista «30 Under 30 Asia 2017», que comprende a 30 personas influyentes menores de 30 años que han tenido un efecto sustancial en sus campos. «Because It's Spring» se incluyó más tarde en su tercer EP My Decade, lanzado el 9 de agosto para celebrar su décimo aniversario desde su debut. En julio de, Jung se embarcó en su primera gira de miniconciertos titulada On Cloud Nine. La primera presentación de la gira fue en Taipéi, el 29 de julio. Jung también realizó presentaciones en Seúl, Osaka, Tokio y Bangkok como parte de la gira. Un espectáculo programado para realizarse en Hong Kong el 15 de octubre fue cancelado debido a que el tifón Khanun afectó el área. El espectáculo final de On Cloud Nine tuvo lugar en Macao el 3 de marzo de 2018.
En mayo de 2018, se reveló que Jessica había firmado con United Talent Agency. La agencia la representa en Norteamérica en las áreas de música, cine, televisión y patrocinios. En octubre, Jung celebró un segundo miniconcierto en Taiwán titulado Golden Night. El 14 de diciembre, Jessica lanzó un sencillo navideño titulado «One More Christmas» en colaboración con la marca de maquillaje surcoreana Amuse Cosmetics.
En junio de 2019, Jessica y Krystal filmaron su segundo programa en los Estados Unidos. El sencillo de Jessica, «Call Me Before You Sleep» fue lanzado digitalmente el 26 de septiembre y con el rapero Giriboy en la versión coreana como invitado. La versión japonesa fue lanzado físicamente el 9 de octubre y contó con CrazyBoy de J Soul Brothers. Jung llevó a cabo una reunión de fanes en Japón, XOXO Jessica Jung Fan Meeting, el 2 de octubre, con el grupo de chicas GWSN apareciendo como acto de apertura. Se llevaron a cabo más presentaciones en Taiwán y Tailandia, el 19 y 27 de octubre respectivamente. En el mismo mes, se anunció que Jung publicaría su novela debut, Brilla, en el otoño de 2020 como parte de un contrato de dos libros con Simon Pulse, una editorial de Simon & Schuster. Glasstown Entertainment vendió la novela a once países extranjeros y está desarrollando una adaptación cinematográfica producida por Matthew Kaplan de ACE Entertainment. El libro, lanzado el 30 de septiembre de 2020, debutó en el puesto cinco en la lista de los más vendidos del New York Times de tapa dura para adultos jóvenes.

## Otras actividades

### Anuncios
Jessica también ha respaldado varias marcas de diversos productos. Además de respaldar a Girls' Generation, también se convirtió en modelo para la marca deportiva china Li-Ning y la marca de bolsos surcoreana Lapalette con su hermana Krystal en 2014. El 30 de abril de 2020, Jung fue anunciada como la nueva embajadora mundial de Revlon.

### Negocios
El primer restaurante de Jessica llamado Clareau abrió el 19 de enero de 2021 en el edificio de la tienda Blanc & Eclare en Cheongdam-dong, Seúl.

## Vida personal
En abril de 2016, Jung confirmó que estaba saliendo con Tyler Kwon, CEO de Coridel Entertainment desde hacía tres años. Durante un miniconcierto en Taiwán en julio de 2017, Jung reveló que su nombre de nacimiento, como en su pasaporte, es Jessica Jung, mientras que su nombre coreano Soo-yeon se obtuvo en una fecha posterior debido a una necesidad. Se describe a sí misma como «cristiana curiosa» y va a la iglesia.

## Discografía
EPs
- 2016: With Love, J
- 2016: Wonderland
- 2017: My Decade

## Filmografía

### Películas
| Año  | Título                         | Papel      | Notas                                  | Ref.   |
| ---- | ------------------------------ | ---------- | -------------------------------------- | ------ |
| 2012 | I AM.                          | Ella misma | Película biográfica de SM Town         | [ 59 ] |
| 2016 | I Love That Crazy Little Thing | Qian Qian  | Papel principal                        | [ 60 ] |
| 2017 | Two Bellmen Three              | Mi-na Kim  |                                        | [ 61 ] |
| 2017 | My Other Home                  | Yang Chen  | Película biográfica de Stephon Marbury | [ 62 ] |

### Dramas
| Año  | Título                     | Cadena | Papel                                  | Notas            | Ref.   |
| ---- | -------------------------- | ------ | -------------------------------------- | ---------------- | ------ |
| 2008 | Unstoppable Marriage       | KBS2   | Una de las siete princesas de Bulgwang | Aparición corta  | [ 63 ] |
| 2009 | Tae-hee, Hye-kyo, Ji-hyun! | MBC    | Profesora de inglés                    | Aparición corta  | [ 64 ] |
| 2010 | Oh! My Lady                | SBS    | Ella misma                             | Aparición corta  | [ 65 ] |
| 2012 | Wild Romance               | KBS2   | Kang Jong-hee                          | Papel de soporte | [ 66 ] |

### Programas de televisión
| Año  | Título            | Cadena  | Notas                                    | Ref.   |
| ---- | ----------------- | ------- | ---------------------------------------- | ------ |
| 2014 | Jessica & Krystal | OnStyle | Con Krystal Jung                         | [ 67 ] |
| 2016 | Beauty Bible      | KBS     | Presentadora principal con Kim Jae-kyung | [ 68 ] |
| 2017 | Mix Nine          | JTBC    | Representante de Coridel Entertainment   | [ 69 ] |

## Videografía
| Año  | Título                    | Artista        |
| ---- | ------------------------- | -------------- |
| 2007 | «Love is Late, I'm Sorry» | Kim Jo-han     |
| 2009 | «Super Girl»              | Super Junior-M |
| 2012 | «Sherlock»                | SHINee         |

## Musicales
| Año              | Título         | Papel      | Nota(s)         | Ref.   |
| ---------------- | -------------- | ---------- | --------------- | ------ |
| 2009-10; 2012-13 | Legally Blonde | Elle Woods | Papel principal | [ 70 ] |

## Premios y nominaciones
| Año  | Premio                                    | Categoría                                      | Trabajo nominado  | Resultado | Ref.   |
| ---- | ----------------------------------------- | ---------------------------------------------- | ----------------- | --------- | ------ |
| 2012 | SBS MTV Best of the Best                  | Mejor cameo                                    | «Sherlock»        | Nominada  |        |
| 2013 | The Musical Awards                        | Premio de popularidad                          | Legally Blonde    | Ganadora  | [ 71 ] |
| 2013 | Seoul International Drama Awards          | OST de un drama más popular (con Krystal Jung) | «Butterfly»       | Nominadas | [ 72 ] |
| 2014 | Style Icon Awards                         | Top 10 Íconos de estilo (com Krystal Jung)     | Jessica & Krystal | Nominadas |        |
| 2014 | Mission Hills World Celebrity Pro-Am 2014 | Premio de popularidad                          | Ella misma        | Ganadora  | [ 73 ] |
| 2014 | Yahoo Asia Buzz Awards                    | Artista femenina coreana más buscada           | Ella misma        | Ganadora  | [ 74 ] |
| 2014 | Sohu Fashion Awards                       | Ícono de moda asiático                         | Ella misma        | Ganadora  | [ 75 ] |
| 2015 | Yahoo Asia Buzz Awards                    | Premio de popularidad asiático                 | Ella misma        | Ganadora  | [ 76 ] |
| 2016 | YinYueTai 4th V Chart Awards              | Artista más candente de Corea                  | Ella misma        | Ganadora  | [ 77 ] |
| 2017 | Fashionista Awards                        | Ícono global                                   | Ella misma        | Nominada  | [ 78 ] |